# 조메이 천황
조메이 천황(舒明天皇, 593년 ~ 641년 11월 17일(음력 10월 9일))은 일본의 34대 천황으로 한국에서는 서명 천황으로 불리기도 한다. 비다쓰 천황의 손자로 천황에 오르기 전의 이름은 다무라 황자(田村皇子)로 어머니 누카테히메와 아버지 오시사카노히코히토노오에노미코는 남매 사이였다.
그의 고모할머니이자 선황인 스이코 천황은 죽기 전까지 후계자를 결정하지 못하였고, 그녀의 사후 다무라 지지파와 쇼토쿠 태자의 아들 야마시로노오에 지지파가 대립하였다. 소가 씨족의 족장인 소가노 에미시는 다무라 황자를 후계자로 삼는 것이 스이코 천황의 유언이었다고 주장하면서 다무라 황자를 지지하였다.
그의 치세 기간 중 견당사가 파견되었고, 정치적 실권은 소가노 에미시에게 있었다. 그의 치세는 13년간 지속되었으며, 49세의 나이로 사망하였다.
그의 사후 왕좌는 그의 아내이자 조카인 다카라 황녀(후의 고교쿠 천황, 사이메이 천황)가 물려받았으며 그녀의 동생 고토쿠 천황을 거쳐 그의 아들인 덴지 천황과 덴무 천황에게 상속되었다.

## 백제계와 천황의 관련성
7세기 중엽 조메이 천황이 스스로를 백제인이라 차처했던 기록이 『일본서기』에 나온다. 그가 바로 백제대사를 지낸 조메이 천황이다. 639년 그는 야마토의 중심부를 흐르는 강을 백제천이라 명명하고 서쪽의 백성들에게는 궁을, 동쪽의 백성들에겐 절을 짓게 하였다. 640년 10월, 백제인 후미노아타이 아가타(書直 県, ふみのあたい あがた)가 조영을 책임졌던 백제궁이 완성된다. 거처를 옮긴 조메이 천황은 이듬해 겨울 그곳에서 세상을 떠났다. 이에 조정에서는 궁 북쪽에 빈궁을 지어 죽음을 애도했다. 사람들은 이 궁을 백제의 대빈이라 불렀다고 한다.

## 가족 관계
- 아버지 : 오시사카노히코히토노오오에 황자(押坂彦人大兄皇子)
- 어머니 : 왕비 누카테히메 황녀(糠手姫皇女) - 제30대 비다쓰 천황(敏達天皇, 538?~585)의 딸
  - 비 : 다메 황녀(田眼皇女) - 제30대 비다쓰 천황(敏達天皇, 538?~585)의 딸
  - 황후 : 다카라 황녀(宝皇女, 후의 고교쿠 천황, 사이메이 천황, 594~661)
    - 아들 : 아야 황자(漢皇子) - 전 남편 다카무코 왕(高向王) 生
    - 차남 : 가즈라키 황자(葛城皇子) - 나카노오에 황자(中大兄皇子), 일본 제38대 덴지 천황(天智天皇, 626~672)
    - 딸 : 하시히토 황녀(間人皇女, ?~665) - 제35대 고토쿠 천황(孝徳天皇)의 황후
    - 3남 : 오오야마 황자(大海人皇子, 일본 제40대 덴무 천황(天武天皇, 631?~686))

  - 부인 : 호테이노이라쓰메(法提郎女) - 소가노 우마코(蘇我馬子)의 딸
    - 장남 : 후루히토노오에 황자(古人大兄皇子, 612?~645)
    - 아들 : 후시키 황자(布敷皇子)

  - 부인 : 이라쓰메(手杯娘) - 소가노 에미시(蘇我蝦夷)의 딸
    - 황녀 : 야타 황녀(箭田皇女)

  - 부인 : 가구시히메(粟田香櫛媛) - 아와타노 스즈코(粟田鈴子)의 딸
    - 황녀 : 오시사카노와타무키 황녀(押坂錦向皇女)

  - 채녀 : 가야노우네메(蚊屋采女姉子)
    - 아들 : 가야 황자(蚊屋皇子, 賀陽王)

## 조메이 천황이 등장하는 작품
- 《삼국기》(KBS, 1992년~1993년, 배우:홍륜의)
- 《연개소문》(SBS, 2006년~2007년, 배우:이봉규)

## 같이 보기
- 일본 천황